# Гимборн (замок)
Гимборн (нем. Schloss Gimborn) — замок в одноимённом округе муниципалитета Мариенхайде в районе Обербергиш в земле Северный Рейн-Вестфалия, Германия. Замок расположен в отдаленной долине верхнего течения реки Леппе на высоте 278 метров над уровнем моря. С 1874 года комплекс находится в собственности баронов Фюрстенберг цу Гимборн.

## История
Замок Гимборн существовал уже в начале XIII века. Первое письменное упоминание о замке относится к 1273 году. Тогда его владельцы, графы фон Берг заложили владение графам фон дер Марк. 
С 1631 года имение стало центром графства Гимборн-Нойштадт, принадлежащего дому Шварценбергов. Поскольку сами князья проживали в Вене и Богемии, замок Гимборнер использовался в качестве официальной резиденции наместника.
В 1782 году Шварценберги продали поместье Гимборн Иоганну Людвигу фон Валлмодену, сыну короля Великобритании Георга II, курфюрста Ганновера. Год спустя император Иосиф II даровал Иоганну Людвигу титул графа фон Валлмоден-Гимборна. В 1793 году дочь владельца, Вильгельмина, вышла замуж за известного прусского государственного деятеля и реформатора реформатора барона Генриха Фридриха фом цу Штейна и замок стал частью её приданого. 
Защитники замка были вынуждены сдаться армии Наполеона в 1803 году, когда французы вторглись во владения Ганноверского курфюрста. После упразднения Священной Римской империи в 1806 году поместье Гимборн вошло в Рейнский Союз в качестве составной части Великого Герцогства Берг, управление которым Наполеон доверил своему шурину Иоахиму Мюрату. 
Наследники Валлмоденов в 1813 году продали замок и поместье графам фон Мервельдт, которые в свою очередь продали владение графам фон Штольберг в 1835 году. 
В 1874 году барон Франц-Эгон фон Фюрстенберг, владелец замка Кёртлингхаузен (в регионе Зауэрланд) приобрёл Гимборн, а также окрестные сельскохозяйственные и лесное угодья. С тех пор семья фон Фюрстенберг владеет замком и поместьем.

## Описание замка
От первоначального замкового комплекса, очевидно, сохранились только остатки главной башни в северо-восточном углу главного здания. Кроме того, бывший фрагмент старой оборонительной стены стал частью вытянутого хозяйственного крыла, примыкающего к основной резиденции (около 1741 года). Находящийся под главной башней источник питал не защитный ров (как иногда ошибочно утверждается), а замковый пруд. 
Со времён позднего Средневековья, после распространения огнестрельного оружия, многие оборонительные сооружения замка, утратившие своё изначальное значение, были демонтированы или перестроены в жилые и хозяйственные постройки. 

## Современное состояние
С 1969 года замок служил местом проведения конференций и встреч Международной полицейской ассоциации. 
Раз в год в Гимборне проходит фестиваль по стрельбе Gimborner St. Sebastianus Rifle Brotherhood.

## Галерея

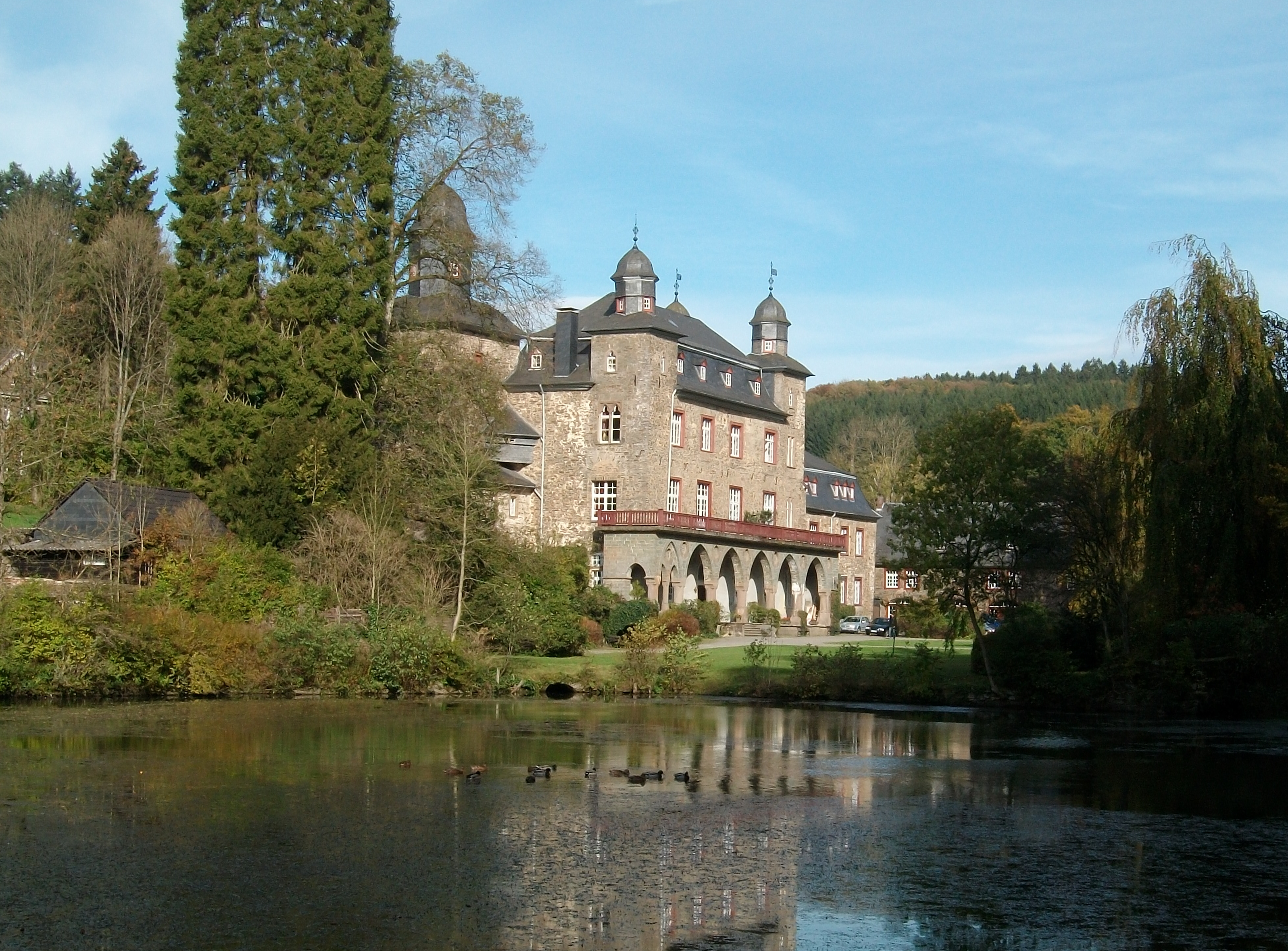
Вид замка со стороны озера
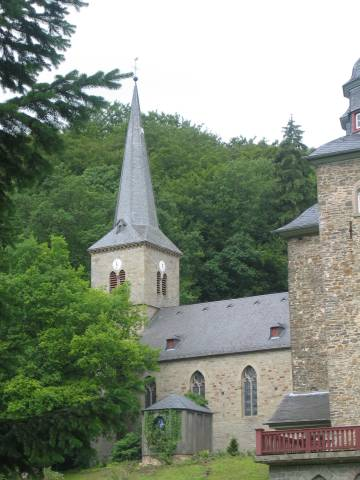
Замковая церковь
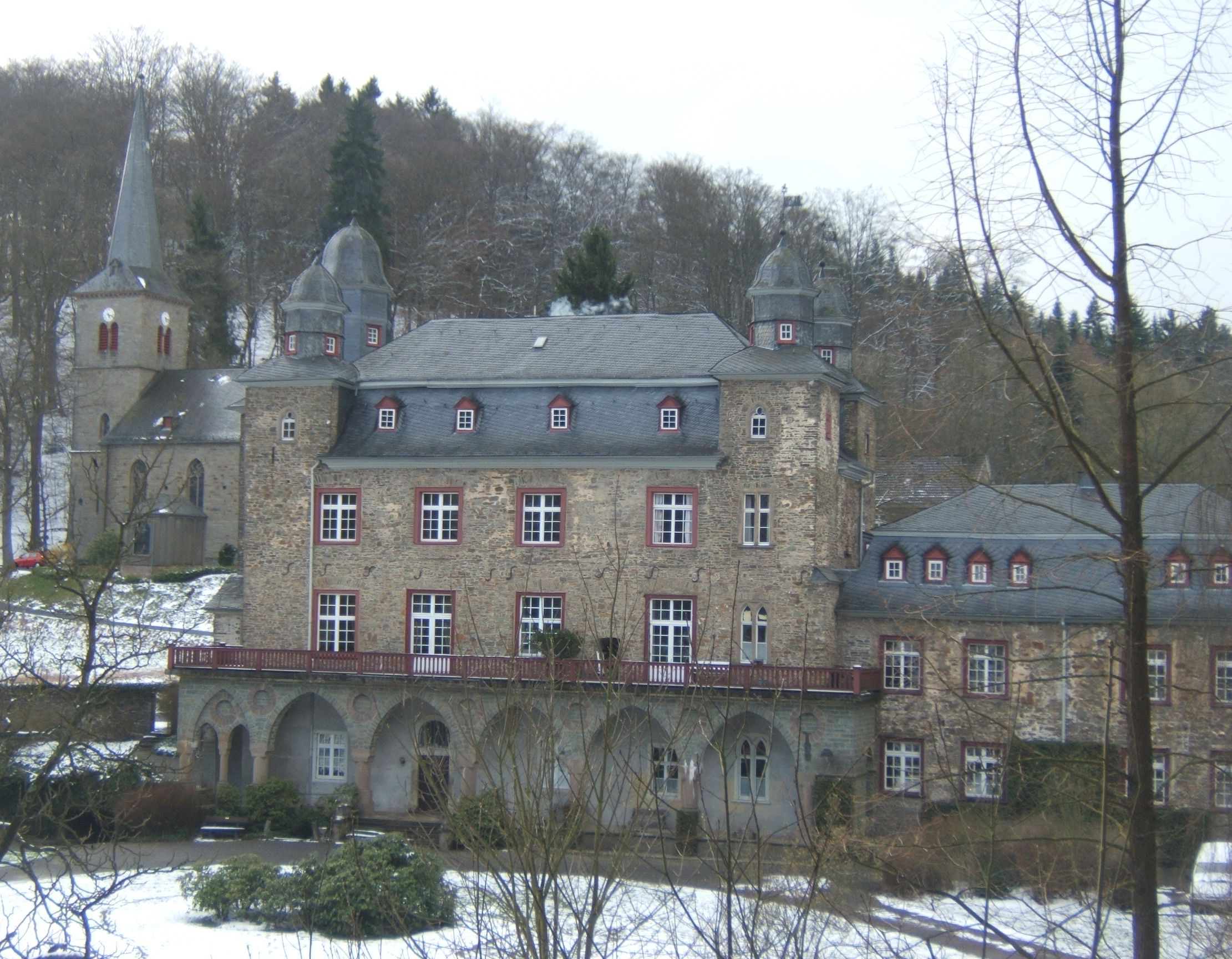
Вид замка зимой
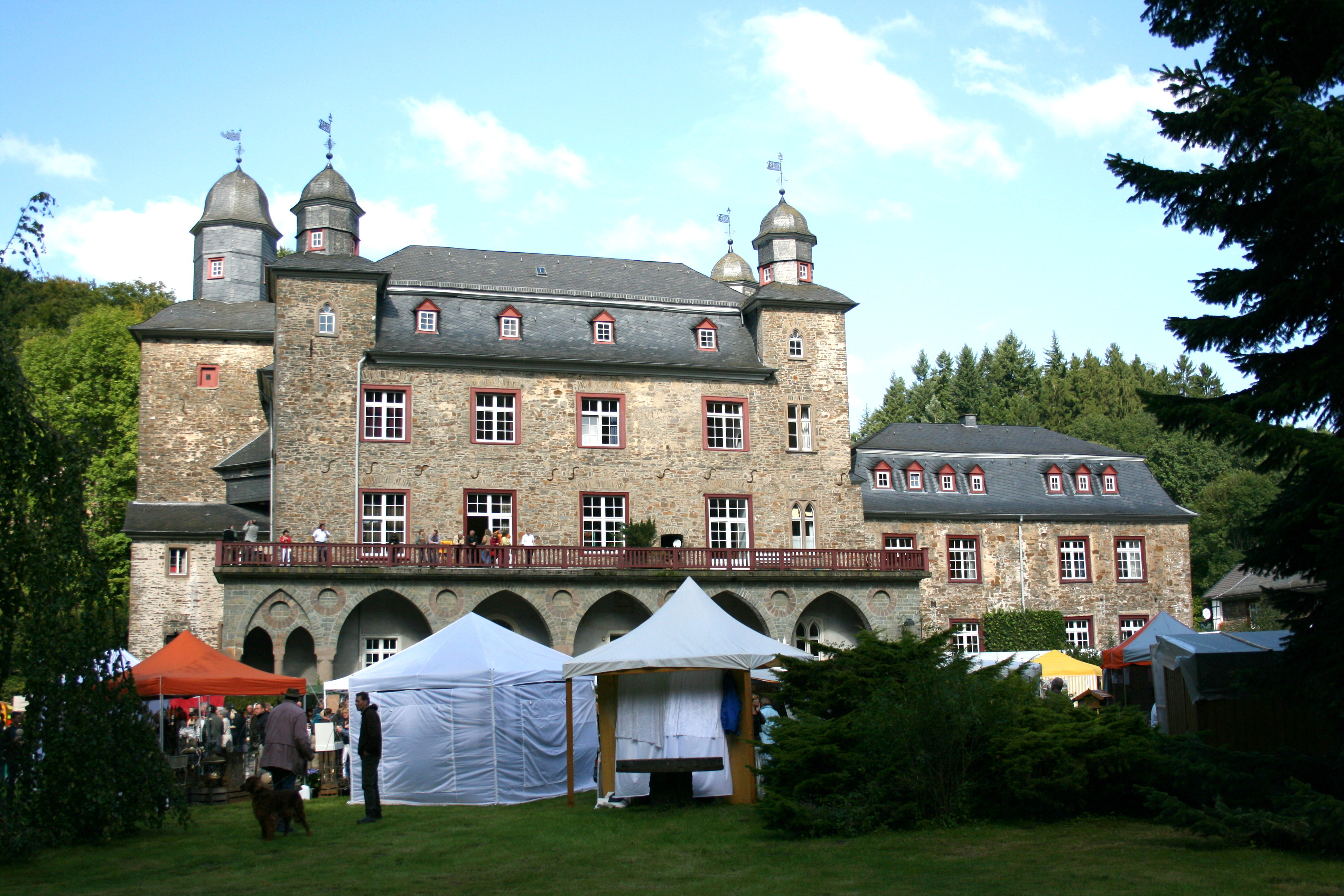
Пространство перед замком во время проведения фестиваля
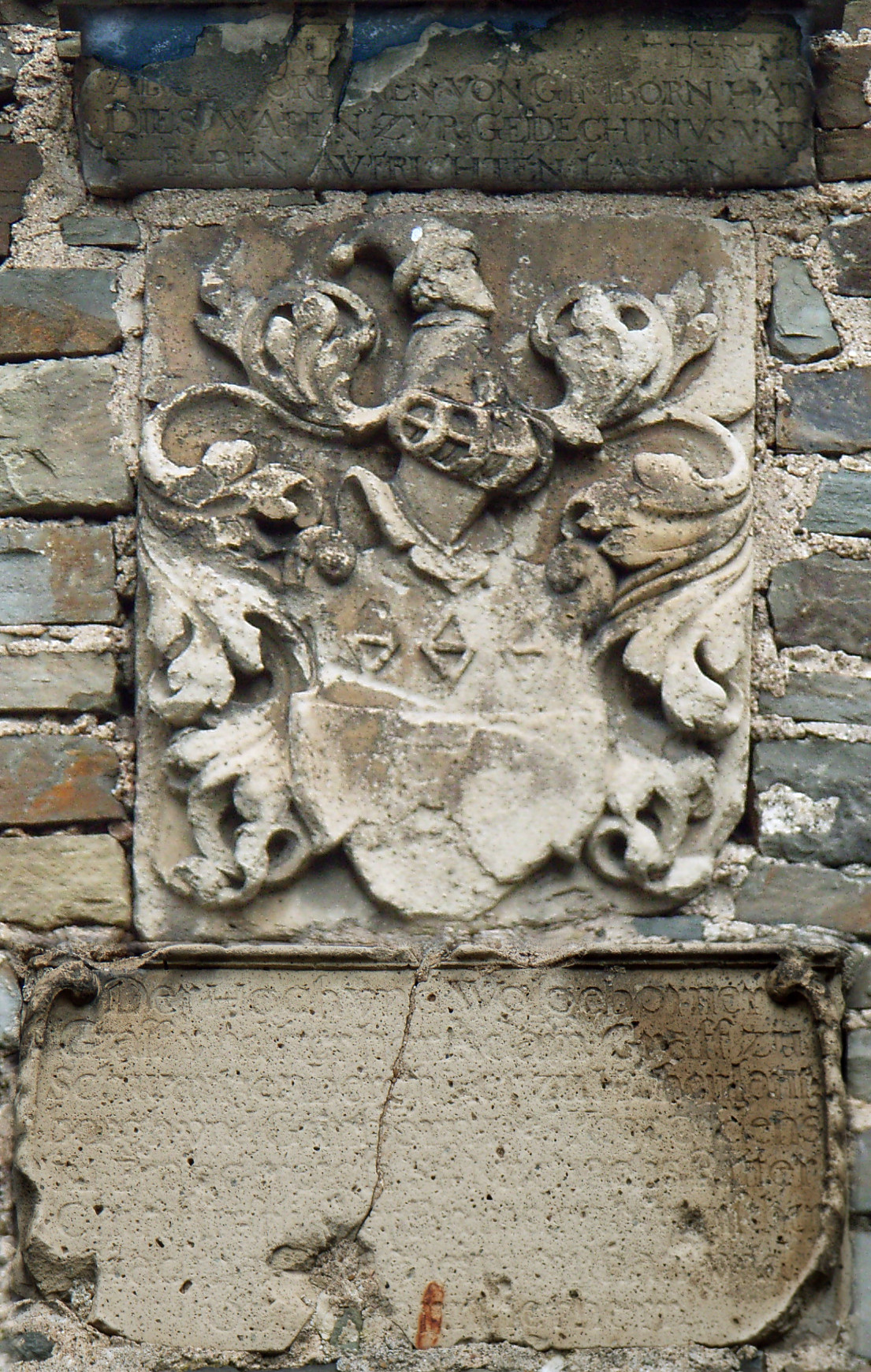
Герб владельцев поместья Гимборн, высеченный на фасаде главного здания